# Chiyoda (1863)
Chiyoda (jap. 千代田) lub Chiyodagata (jap. 千代田形) – kanonierka japońskiej marynarki wojennej, pierwszy wojenny parowiec zbudowany w Japonii. Wziął udział w wojnie boshin, w trakcie której kilkakrotnie przechodził z rąk do rąk.
Nieduża – 140 ton wyporności, 29,7 m długości, 4,8 m szerokości i 2 m zanurzenia – drewniana kanonierka o mieszanym parowo-żaglowym napędzie. Jej 60-konna, dwucylindrowa, pozioma maszyna parowa napędzała jedną śrubę i mogła nadać prędkość pięciu węzłów; parę dostarczały dwa kotły typu lokomotywowego. Oprócz tego „Chiyoda” niosła pełen takielunek brygu (F.T. Jane określa ją mianem szkunera).
Pierwsza zwodowana w Japonii parowa jednostka wojenna (aczkolwiek nie pierwszy parowiec w ogóle) powstała dla floty siogunatu Tokugawów, w której służyła w latach 1866–1868, po czym została przejęta przez flotę cesarską, na początku wojny boshin, której celem było obalenie siogunatu. Stronnicy Tokugawów przechwycili okręt ponownie 4 października 1868 roku i odpłynęli na Hokkaido.
Wraz z innymi okrętami patrolowała wody i wspierała działania na lądzie wokół Hakodate. Po przybyciu lojalnej wobec cesarza eskadry, doszło do starć 4 i 13 czerwca 1869 roku, w których jednostki rebelianckie, w tym „Chiyoda” odparły ataki nieprzyjaciela. Rankiem 14 czerwca okręty cesarskie zostały zaskoczone pojawieniem się rebelianckiej jednostki, która próbowała staranować jednego z „cesarskich”, lecz nie odpowiadała ogniem na silny ostrzał. Ostatecznie „Chiyoda” została zajęta przez załogi pryzowe, które nie znalazły nikogo na pokładzie. Okazało się, że poprzedniego dnia kanonierka weszła na mieliznę, a jej dowódca nakazał zniszczenie silnika i zapałów armat oraz opuszczenie jednostki (za swą pochopną decyzję został ukarany degradacją). Tymczasem w nocy okręt zszedł z mielizny wraz z pływem i zdryfował o świcie między jednostki cesarskie, wykonując swą „szarżę”.
„Chiyoda” wkrótce potem, w czerwcu 1869 roku została wycofana z aktywnej służby. W 1888 roku została sprzedana w ręce cywilne i służyła jako statek wielorybniczy do roku 1911, kiedy została rozebrana.